# Список імператорів Російської імперії
Про правителів Росії до та після Імператорів Всеросійських — див. Правителі Росії

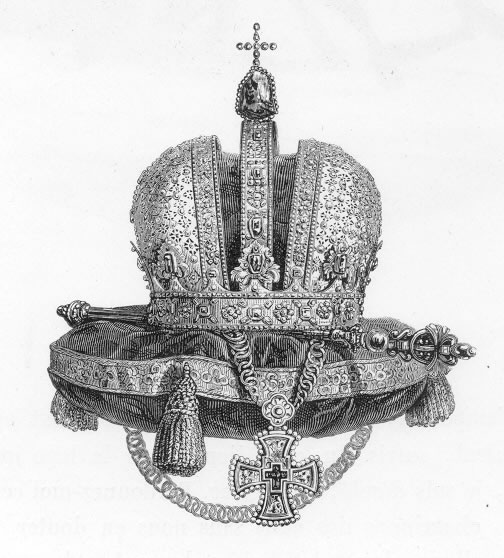
Корона та скіпетр Імператорів Всеросійських

Імпера́тор Всеросі́йський — титул правителів Російської імперії з 22 жовтня (2 листопада) 1721 року (коли титул було прийнято Петром І) і до 2 березня 1917 року (коли Імператор Микола ІІ відрікся від престолу в ході Лютневої революції). Офіційно Петро I прийняв титул Імператора на прохання Сенату Російської імперії у зв'язку з перемогою у Північній війні. Більшість дослідників вважають це адаптацією під європейську систему титулатур.
До прийняття нового титулу правителі Московії (Московського князівства) іменувалися царями (зокрема, батько і дід Петра І Олексій Михайлович та Михайло Федорович відповідно). Усі російські імператори, окрім Івана VI, належать до імператорського дому Романових. Династія Романових на престолі закінчилася після смерті доньки Петра I Єлизавети Петрівни, а її наступники були представниками династії Гольштейн-Готторп-Романових.
Нижче наведено усіх 14 Імператорів Російської імперії, зокрема й тих, що правили номінально (наприклад, Іван VI). Найменше — шість місяців — правив Петро III, а найбільше — 34 роки — його дружина Катерина ІІ. Серед імператорів є чотири жінки (Катерина І, Анна Іванівна, Єлизавета Петрівна та Катерина ІІ). П'ята — Анна Леопольдівна — не була імператрицею, але правила при своєму синові Івану. Катерина ІІ була останньою жінкою-імператором, бо її син Павло І прийняв закон, за яким престол успадковувався лише по чоловічій лінії за порядком старшинства.

## Імператори Російської імперії
| № п/п | Ім'я та роки життя                                                  | Портрет | Роки правління | Родинні зв'язки з іншими Імператорами                        | Коротка характеристика правителя |
| ----- | ------------------------------------------------------------------- | ------- | -------------- | ------------------------------------------------------------ | --- |
| 1     | Петро I Олексійович (Романови; 1672–1725)                           |         | 1696—1725      | Перший Імператор Всеросійський. Син царя Олексія Михайловича | Отримав титул Імператора 1721 року. До того 25 років носив титул цар. Провів численні реформи. За правління Петра I Росія виграла Північну війну та окупувала великі території. |
| 2     | Катерина І (Скавронські; 1684–1727)                                 |         | 1725—1727      | Дружина Петра І                                              | Продовжувала політичний курс свого чоловіка; реального впливу не мала. Фактичним правителем за Катерини І був Олександр Меншиков. За її правління була створена Верховна таємна рада, внаслідок чого різко впав вплив Сенату. Економічне становище країни в той час було доволі складним, а реформи майже не проводилися. |
| 3     | Петро II Олексійович (Романови; 1715–1730)                          |         | 1727—1730      | Онук Петра І                                                 | Реальної влади майже не мав. У першій половині свого правління продовжував курс попередніх правителів, перебуваючи під впливом Олександра Меншикова. Однак згодом останній втратив вплив, який перейшов до князів Долгорукових. У цей час держава почала відходити від політики Петра I. Москві було повернуто статус столиці Російської імперії; деякі реформи діда імператор під впливом роду Долгорукових скасував. |
| 4     | Анна Іванівна (Романови; 1693–1740)                                 |         | 1730—1740      | Племінниця Петра І, донька Івана V                           | Повернула столицю в Санкт-Петербург. Державними справами не цікавилася, її правління отримало назву «біронівщина» за іменем фаворита Анни Бірона. В загальному продовжувався геополітичний курс Петра I, хоча збільшувалося засилля іноземців, зокрема німців. Розширювалася влада дворянства. |
| 5     | Іван VI Антонович (Вельфи; 1740–1764)                               |         | 1740—1741      | Правнук Івана V (тобто, правнучатий племінник Петра І)       | Коли Іван вступив на престол, йому не було навіть одного року. Його мати Анна Леопольдівна продовжувала політику попередніх правителів. Івана Антоновича скинули з престолу внаслідок палацового перевороту, організованого Єлизаветою Петрівною. Колишній імператор був заарештований, а 1764 року страчений в ув'язненні. |
| 6     | Єлизавета Петрівна (Романови; 1709–1761)                            |         | 1741—1761      | Донька Петра І від Катерини І (Марти Скавронської)           | Прийшла до влади внаслідок палацового перевороту. Довірила політичні справи фаворитам, зокрема, Олексію Розумовському. Становище Гетьманщини за Єлизавети значно покращилося, був обраний новий гетьман Кирило Розумовський. Продовжувалася збільшуватися влада дворянства. Остання представниця роду Романових на престолі. |
| 7     | Петро III Федорович (Гольштейн-Готторп-Романови; 1728–1762)         |         | 1761—1762      | Онук Петра І (син Анни Петрівни). Чоловік Катерини ІІ        | Був пруссофілом, робив численні поступки Фрідріху II, зокрема підписав Петербурзький мир, за яким Росія виходила із Семирічної війни на вкрай невигідних для неї умовах: поступалася територією, зайнятою російськими військами. Видав Маніфест про вільність дворянства. Припинив переслідування старообрядників, посилив кріпосну залежність селян. Правив недовго, скинутий із престолу дружиною, згодом убитий. За короткий час провів багато реформ. |
| 8     | Катерина II (Асканії; 1729–1796)                                    |         | 1762—1796      | Дружина Петра ІІІ                                            | Прийшла до влади внаслідок палацового перевороту, позбавивши влади свого чоловіка Петра. Проводила численні реформи які запланував її чоловік, намагалася дотримуватися ідей просвітництва. Вела загарбницькі війни, були проведені поділи Речі Посполитої. Росія успішно провела дві війни з Османською імперією (1768–1774 і 1787–1792). За правління Катерини значно погіршилося становище українців — 1775 року ліквідована Нова Січ, скасовано посаду гетьмана, уведена обов'язкова панщина. Російською імперією анексовані значні території, зокрема Кримське ханство |
| 9     | Павло I Петрович (Гольштейн-Готторп-Романови; 1754–1801)            |         | 1796—1801      | Син Катерини ІІ та Петра ІІІ                                 | Скасував багато реформ матері. Завів суворі порядки у російській армії, намагався ослаблювати позиції дворянства, покращував становище селян (зокрема, видав відомий Маніфест про триденну панщину), посилював цензуру, видав Маніфест про свободу віросповідання католикам і православним у Польщі. Скинутий в результаті останнього на сьогодні російського палацового перевороту. |
| 10    | Олександр I Павлович (Гольштейн-Готторп-Романови; 1777–1825)        |         | 1801—1825      | Син Павла І                                                  | На початку правління проводив ліберальні реформи, розроблені Негласним комітетом; здійснив міністерську реформу. Вів вдалу зовнішню політику, за нього Росія в коаліції з Англією та Прусією, а згодом і Австрією перемогла у війні з Францією; головував на Віденському конгресі і був одним із засновників Священного союзу. В останні роки правління схилявся до консерватизму. |
| -     | де-юре Костянтин Павлович (Гольштейн-Готторп-Романови; 1779–1831)   |         | 1825           | Син Павла І, брат Олександра І                               | Попередньо відмовився від влади. У 1823 р. був складений, проте так і не оприлюднений, відповідний маніфест. Утім, після кончини Олександра Костянтина було проголошено його наступником, і члени Державної ради присягнули йому як імператору. Проте Костянтин підтвердив відмову, а влада перейшла до Миколи Павловича. |
| 11    | Микола I Павлович (Гольштейн-Готторп-Романови; 1796–1855)           |         | 1825—1855      | Син Павла І, брат Олександра І                               | На початку правління Миколи I було придушено повстання декабристів. Імператор провів централізацію Росії і кодифікацію законодавства, значно посилив цензуру. Був противником будь-яких серйозних змін у політичному житті і стояв на захисті існуючих політичних ладів в Європі. За його правління було придушено Листопадове повстання 1830—1831. 1853 року Російська імперія розпочала невдалу Кримську війну, але Микола до її завершення не дожив. |
| 12    | Олександр II Миколайович (Гольштейн-Готторп-Романови; 1818–1881)    |         | 1855—1881      | Син Миколи І                                                 | Провів селянську реформу, внаслідок якої було ліквідовано кріпацтво (за це отримав прізвисько «Визволитель»), а також багато інших реформ, зокрема земську, міську, воєнну та судову. Російська імперія за його правління пережила значне економічне піднесення; була виграна чергова російсько-турецька війна. Під час правління Олександра були видані Валуєвський циркуляр та Емський указ, спрямовані на обмеження вживання української мови поза побутовою сферою. Загинув у результаті терористичного акту, організованою партією «Народна воля».                     |
| 13    | Олександр III Олександрович (Гольштейн-Готторп-Романови; 1845–1894) |         | 1881—1894      | Син Олександра ІІ                                            | Провів ряд реформ в системі управління, але загалом його правління було доволі консервативним, були навіть скасовані деякі реформи його батька Олександра ІІ. Вів мирну зовнішню політику (не брав участь у жодній війні, за що в російській дореволюційній історіографії отримав прізвисько «Миротворець»). Уклав франко-російський союз, намагався укріпляти вплив Російської імперії на Балканах. |
| 14    | Микола II Олександрович (Гольштейн-Готторп-Романови; 1868–1918)     |         | 1894—1917      | Син Олександра ІІІ                                           | Останній Імператор Всеросійський. Його правління було ознаменоване ростом економічного розвитку Росії, однак розвивався і революційний рух, посилювалося незадоволення у народі; був проведений перший в історії імперії перепис населення. Провів невдалу війну з Японією. За Миколи II Російська імперія вступила в Першу світову війну. В Росії відбулося дві революції (1905–1907 і 1917). Внаслідок останньої відрікся від престолу; 1918 року розстріляний більшовиками. Приєднаний до лику святих Російської православної церкви.                                    |